# Vincent Regan
Vincent Regan (n. 16 de mayo de 1965) es un actor de cine y televisión galés, conocido por sus papeles en 300, Troya, Unleashed, Clash of the Titans, Lockout y One Piece.

## Vida privada
Nació en Swansea, Gales, hijo de inmigrantes irlandeses. De joven se mudó a Irlanda con sus padres, pero regresó al Reino Unido para asistir al St Joseph's College en Ipswich, Suffolk.
Comenzó a salir con Alexandra Pell, con quien tuvo una hija, Chloe Regan el 23 de abril de 1991; sin embargo, la relación se terminó. Se casó con la actriz Amelia Curtis. En 2006 la pareja tuvo una hija, Esme Regan, y en 2012, un hijo, Maximilian Regan.

## Carrera
Vincent ha elaborando varios proyectos para su propia compañía cinematográfica. En el año 2004 interpretó a Eudorus, el segundo al mando del guerrero Aquiles en la película Troya. En 2006 apareció en la película épica 300, donde interpretó al Capitán Artemis. En 2009 se estrenó su guion, Come Like Shadows, una versión de Macbeth interpretada por Sean Bean y Tilda Swinton y dirigida por John Maybury. En 2010 apareció en la película Furia de titanes donde interpretó a Kepheus. Ese mismo año apareció en el último episodio de la novena temporada de la serie británica Spooks, donde interpretó al ex-expecialista en asuntos internos Alec White. En el 2012 apareció en las películas MS One: Maximum Security y Snow White & the Huntsman donde interpretó a Duke Hammond, a película fue protagonizada por Chris Hemsworth, Charlize Theron y Kristen Stewart. Ese mismo año apareció en la serie Strike Back: Vengeance donde dio vida al mercenario Karl Matlock. Ese mismo año se unió al elenco de la película Lockout donde interpretó a Alex, un prisionero.En marzo del 2015 se unió al elenco principal de la nueva serie The Royals donde interpretó al rey Simon Henstridge, hasta el final de la primera temporada ese mismo año luego de que su personaje fuera asesinado. En el 2017 se unió al elenco principal de la nueva serie The White Princess donde interpretó a Jasper Tudor, el tío de Enrique VII de Inglaterra (Jacob Collins-Levy), hasta el quinto episodio después de que su personaje fuera asesinado luego de ser asfixiado por Margaret Beaufort (Michelle Fairley) para evitar que Jasper revelara la verdad sobre su papel en la muerte de los príncipes de la torre. En 2018 participó en Normandía al desnudo, film francés dirigido por Philippe Le Guay.  
En marzo de 2022 fue confirmado para interpretar al vicealmirante Garp en la adaptación de imagen real del manga One Piece. 

## Filmografía

### Películas
| Año  | Título original                         | Personaje            |
| ---- | --------------------------------------- | -------------------- |
| 1994 | Black Beauty                            | Sleazy Horse Dealer  |
| 1996 | Hard Men                                | Tone                 |
| 1999 | The Messenger: The Story of Joan of Arc | Buck                 |
| 2000 | Ordinary Decent Criminal                | Shay Kirby           |
| 2001 | Black Knight                            | Percival             |
| 2004 | Troy                                    | Eudorus              |
| 2005 | Unleashed                               | Raffles              |
| 2006 | 300                                     | Captain Artemis      |
| 2008 | Bathory                                 | Ferenc Nádasdy       |
| 2010 | Eva                                     | Tudor                |
| 2010 | Clash of the Titans                     | Cepheus              |
| 2010 | The Big I Am                            | Barber               |
| 2010 | Bonded by Blood                         | Michael Steele       |
| 2011 | The Holding                             | Aden                 |
| 2011 | Ghost Rider: Spirit of Vengeance        | Toma Nikasevic       |
| 2012 | Lockout                                 | Alex                 |
| 2012 | Snow White and the Huntsman             | Duque Hammond        |
| 2012 | St George's Day                         | Albert Ball          |
| 2013 | Vendetta                                | Coronel Leach        |
| 2013 | Dementamania                            | Nicholas Lemarchand  |
| 2014 | Top Dog                                 | Mr Watson            |
| 2016 | City of Tiny Lights                     | Tall Man / Schaeffer |
| 2018 | Naked Normandy                          | Bradley              |
| 2019 | Dark Encounter                          | Morgan               |
| 2023 | Luther: The Fallen Sun                  | Dennis McCabe        |
| 2023 | Aquaman and the Lost Kingdom            | King Atlan           |

### Series
| Año           | Título original            | Personaje                        | Notes                        |
| ------------- | -------------------------- | -------------------------------- | ---------------------------- |
| 1992          | Between the Lines          | Thomas McMurray                  | 1 episodio                   |
| 1992          | The Ruth Rendell Mysteries | Dr. Jim Moss                     | 1 episodio                   |
| 1992          | Boon                       | Robert Cady                      | 1 episodio                   |
| 1992          | London's Burning           | Don                              | Recurring role, 5 episodios  |
| 1992          | A Touch of Frost           | PC Shelby                        | 1 episodio                   |
| 1993; 1995    | The Bill                   | Carl Deakin / Liam Fitzgerald    | 2 episodios                  |
| 1994          | Peak Practice              | Peter Doland                     | 1 episodio                   |
| 1994          | Chandler & Co              | Chris                            | 1 episodio                   |
| 1994          | Blue Heaven                | Barney                           | 1 episodio                   |
| 1995          | 99-1                       | Curtis                           | 1 episodio                   |
| 1995          | Moving Story               | Jamie                            | 1 episodio                   |
| 1996          | Call Red                   | Ray Sidley                       | 1 episodio                   |
| 1998          | Invasion: Earth            | Flight Lieutenant Chris Drake    | Miniseries, 6 episodios      |
| 1999          | Eureka Street              | Jake                             | Miniseries, 4 episodios      |
| 2001          | Rebel Heart                | Tom O'Toole                      | Miniseries, 4 episodios      |
| 2002          | Rescue Me                  | Matthew Nash                     | Main role, 6 episodios       |
| 2003          | Murphy's Law               | Hatcher                          | 1 episodio                   |
| 2005          | Murder Investigation Team  | Paul Harris                      | 1 episodio                   |
| 2005          | Hustle                     | DCI Wells                        | 1 episodio                   |
| 2005          | Empire                     | Marco Antonio                    | Miniseries, 5 episodios      |
| 2005          | ShakespeaRe-Told           | Duncan Docherty                  | 1 episodio                   |
| 2006          | Low Winter Sun             | George Torrance                  | Miniseries, 2 episodios      |
| 2006–2007     | Wild at Heart              | Simon Adams                      | 2 episodes                   |
| 2007          | Lewis                      | David Hayward                    | 1 episodio                   |
| 2007          | Agatha Christie's Marple   | Mickey Gorman                    | 1 episodio                   |
| 2007          | The Street                 | Charlie Morgan                   | 1 episodio                   |
| 2009          | Trial & Retribution        | McGill                           | 1 episodio                   |
| 2009          | The Prisoner               | 909                              | Miniseries, 1 episodio       |
| 2010          | Wallander                  | Anders Ekman                     | 1 episodio                   |
| 2010          | Mistresses                 | Chris Webb                       | 4 episodio                   |
| 2010          | Spooks                     | Alec White                       | 1 episodio                   |
| 2010          | The Nativity               | Herod the Great                  | Miniseries, 3 episodios      |
| 2011          | Camelot                    | Caliburn                         | 1 episodio                   |
| 2011          | Inspector George Gently    | Peter Holdaway                   | 1 episodio                   |
| 2011–2012     | Scott & Bailey             | DCS Dave Murray                  | Rol principal, 5 episodios   |
| 2012          | Silent Witness             | Det Supt Tom Byrne               | 2 episodes                   |
| 2012          | Hit & Miss                 | John                             | Main role, 5 episodes        |
| 2012          | Strike Back                | Karl Matlock                     | Rol recurrente, 10 episodios |
| 2013          | Agatha Christie's Poirot   | Detective Inspector Beale        | 1 episodio                   |
| 2013          | New Tricks                 | Harry Truman                     | 2 episodes                   |
| 2013          | Starlings                  | Stephen                          | 2 episodios                  |
| 2014          | Midsomer Murders           | Profesor Philip Hamilton         | 1 episodio                   |
| 2014          | The Musketeers             | Duke Savoy                       | 1 episodio                   |
| 2014          | Silk                       | DCI Fitzpatrick                  | 2 episodios                  |
| 2014          | From There to Here         | Stapleton                        | Miniseries, 3 episodios      |
| 2014          | Atlantis                   | Dion                             | Rol recurrente, 5 episodios  |
| 2015          | A.D. The Bible Continues   | Poncio Pilato                    | Miniseries, 12 episodios     |
| 2016          | Undercover                 | Dominic Carter                   | Rol principal, 6 episodios   |
| 2016          | Hooten & the Lady          | Kane                             | 1 episodio                   |
| 2017          | The White Princess         | Jasper Tudor                     | Miniseries, 5 episodios      |
| 2015–2018     | The Royals                 | Rey Simon Henstridge             | Rol principal, 14 episodios  |
| 2017–2018     | Snatch                     | Chief Superintendente Jones      | Rol recurrente, 6 episodios  |
| 2018          | Vera                       | Michael Glenn                    | 1 episodio                   |
| 2018          | Delicious                  | Mason Elliot                     | Rol principal, 4 episodios   |
| 2019          | Victoria                   | Luis Felipe I de Francia         | Rol principal, 11 episodios  |
| 2019          | Poldark                    | Edward Despard                   | Rol principal, 6 episodios   |
| 2019–2022     | Traces                     | Phil MacAfee                     | Rol recurrente, 6 episodios  |
| 2020          | Flesh and Blood            | Tony                             | Miniseries, 4 episodios      |
| 2021–presente | Before We Die              | Billy Murdoch                    | Rol principal, 11 episodios  |
| 2022          | The Bay                    | Ray Conlon                       | Rol recurrente, 6 episodios  |
| 2022          | Agatha Raisin              | Monty Jones                      | 1 episodio                   |
| 2023–presente | One Piece                  | Vicealmirante Monkey D. Garp     | Rol principal, 8 episodios   |
| 2024          | House of the Dragon        | Ser Rickard Thorne, Guardia Real | Temporada 2                  |

## Premios y nominaciones
| Año  | Categoría                        | Premio      | Serie         | Resultado |
| ---- | -------------------------------- | ----------- | ------------- | --------- |
| 2000 | Mejor interpretación protagónica | Premio IFTA | Eureka Street | Nominado  |